# Goo Goo Dolls
Die Goo Goo Dolls sind eine US-amerikanische Alternative-Rock-Band aus Buffalo, New York, die 1986 gegründet wurde.

## Bandgeschichte

### Die Anfänge (1986–1989)
Die Schulkameraden John Rzeznik und Robby Takac gründeten 1986 zusammen mit George Tutuska in Buffalo die Sex Maggots, eine anfangs reine Coverband. Als die Band jedoch begann, immer mehr eigene Songtexte zu schreiben und eigene Stücke zu komponieren, änderten sie ihren Bandnamen in The Goo Goo Dolls, da der ursprüngliche Name obszön war und Probleme mit sich brachte. Inspiriert wurde die Band durch eine Ausgabe des Magazins True Detective, das eine Anzeige für ein Spielzeug namens Goo Goo Doll enthielt. Auf den Erfolg der Band zurückblickend, gestand John Rzeznik in einem Interview: „Hätte ich fünf Minuten länger überlegen können, so hätte ich definitiv einen anderen Namen gewählt.“ In den ersten Jahren galt die Band als eine reine Punkband, deren Stil an die Gruppe The Replacements angelehnt war. Deswegen ernteten sie auch häufig Kritik. Damals sang ein Großteil der Songs noch der Bassist Robby Takac; im Laufe der Jahre übernahm dies zunehmend John Rzeznik. Während die Musik der Band auf den ersten Alben Punkrock war, veränderte sich ihr Stil im Laufe der Zeit zu alternativem Rock ’n’ Roll.

### Erster Erfolg und Durchbruch (1990–2000)
Einen kleineren Hit hatte die Band 1990 mit dem Album Hold Me Up, das in den amerikanischen College-Radiosendern zum Hit avancierte. Drei Jahre später erschien das Album Superstar Car Wash. Aufgrund einer Auseinandersetzung mit dem Leadsänger John Rzeznik kam es zum Ausstieg des Schlagzeugers George Tutuska. Für ihn rückte kurze Zeit später Mike Malinin nach. Den ersten größeren Charterfolg hatten die Goo Goo Dolls 1995 mit dem Titel Name aus dem Album A Boy Named Goo, der in den US-Top-100 bis auf Platz 5 aufstieg. Nach ihren Filmsoundtracks I’m Awake Now (Nightmare on Elm Street 6) und Lazy Eye (Batman & Robin) schrieb John Rzeznik 1998 für den Film Stadt der Engel die Ballade Iris, die auch auf dem Album Dizzy Up the Girl zu finden war. Hiermit schaffte die Band ihren kommerziellen Durchbruch in Amerika und Europa; Iris stieg in den US-Single-Charts zwar nur bis auf Platz 9 auf, war aber 18 Wochen in den Radio-Airplay-Charts auf Platz 1 und stellte damit einen neuen Rekord auf. Dieser Song war auch für drei Grammys nominiert, konnte aber keinen davon gewinnen. Die Singles Slide, Black Balloon, Dizzy und Broadway aus dem Album Dizzy Up the Girl schafften es ebenfalls, sich in den Charts zu platzieren.

### Siebtes Album und Live-DVD (2001–2004)
In dieser Zeit füllten die Goo Goo Dolls auch größere Arenen und waren in Amerika fast jedem Kind bekannt (dank Auftritten bei Nickelodeon und der Sesamstraße). 2001 erschien What I Learned About Ego, Opinion, Art & Commerce, eine Sammlung bereits veröffentlichter Songs, die digital nachbearbeitet waren. Dieses Album sollte einen Querschnitt der gesamten Karriere darstellen: von den ersten Zeiten als Punkband bis hin zur Mainstream-Band. Iris war jedoch nicht auf dieser Platte enthalten. 2002 erschien das Album Gutterflower, aus dem sich die Singles Here Is Gone, Sympathy und Big Machine ebenfalls in den Charts platzieren konnten. Das Album war jedoch nicht so erfolgreich wie Dizzy Up the Girl. Zusammen mit Fred Durst spielten sie den Pink-Floyd-Song Wish You Were Here für die Opfer der Terroranschläge am 11. September 2001 unter dem Motto „Geschenk an Helden“. 2004 wurde in Buffalo bei monsunartigen Regenfällen ein Live-Album aufgenommen, auf dem auch alle Hits der Band live dargeboten wurden. Zu diesem Konzert erschien auch eine DVD und die Single Give a Little Bit, eine Coverversion des Supertramp-Songs. Dieses Livealbum, Live in Buffalo, erschien 2004 in Nordamerika und mit Verspätung 2005 in Europa.

### The Greatest Hits und drei Alben (2005–2013)
Im Jahre 2005 erschien in den USA die Single Better Days als Vorbote ihres Albums Let Love In, das im April 2006 veröffentlicht wurde. Daraus wurden noch die Lieder Stay With You und Let Love In ausgekoppelt. Im Februar 2007 erschien eine Sonderausgabe von Let Love In mit einer zusätzlichen DVD. Außerdem sind die Goo Goo Dolls auf dem Soundtrack des Films Transformers mit dem bisher nur auf dem Album Greatest Hits Volume 1 (2007) erschienenen Song Before It’s Too Late vertreten. Im Jahr darauf erschien mit Volume 2 eine weitere Compilation mit B-Sides sowie einigen Coversongs. Im September 2008 folgte dann die Veröffentlichung ihrer Single Real. Am 3. September 2010 erschien nach vier Jahren das Album Something For The Rest Of Us, das in den USA auf Platz 7 der Album-Charts landete. Daraus wurden bisher Home und Notbroken, lediglich als Download, ausgekoppelt. 2013 erschien das Album Magnetic auf CD und Vinyl sowie die darauf vertretenen Singles Rebel Beat, Come To Me und Caught In The Storm.

### Jubiläum und Album Nr. 11 (2014–2016)
Im Jahr 2014 gab Schlagzeuger Mike Malinin seinen Ausstieg aus der Band bekannt. 2015 erschien auf dem Soundtrack zum Musical Finding Neverland der Song If The World Turned Upside Down, geschrieben von Take-That-Frontmann Gary Barlow. Anlässlich des 20. Jahrestags der Veröffentlichung des Albums A Boy Named Goo erscheint am 27. November 2015 eine 20th Anniversary Edition mit sieben zusätzlichen Livetracks. Am 6. Mai 2016 veröffentlichen die Goo Goo Dolls ihr elftes Studioalbum mit dem Namen Boxes. Daraus wurde am 8. April die Single So Alive ausgekoppelt. In den USA erreichte das Album Platz 27 und konnte sich nur eine Woche lang in den Charts halten. Damit war es das erste Album, das es seit 1998 (Dizzy Up The Girl) nicht in die amerikanischen Top 10 geschafft hat.

### Limitierte Vinyl-Box und Live-EPs (2017–2018)
Am sogenannten Record Store Day (22. Mai 2017) veröffentlichte die Band eine auf 1000 Stück limitierte Vinyl-Box unter dem Namen Pick Pockets, Petty Thieves, Tiny Victories (1987–1995), die ihre ersten fünf Studioalben Goo Goo Dolls, Jed, Hold Me Up, Superstar Car Wash und A Boy Named Goo erstmals auf Vinyl enthält. Ebenfalls 2017 erschien die EP You Shoud Be Happy mit vier neuen Songs und einem Remix des Titeltracks ihres letzten Albums Boxes. Im Jahr 2018 (20. Juli bzw. 23. November) veröffentlichten sie die Doppel-Live-EP The Audience Is This Way (Live) und The Audience Is That Way [The Rest Of The Show] (Live).

### Zweite Limitierte Vinyl-Box und zwölftes Album (2019 bis 2020)
Anfang des Jahres 2019 teilten die Goo Goo Dolls auf Twitter mit, dass sie an ihrem zwölften Studioalbum arbeiten würden, das dann im Laufe des Jahres erscheinen soll. Wie vor zwei Jahren erschien am sogenannten Record Store Day (13. April 2019) eine auf 1000 Stück limitierte Vinyl-Box, diesmal unter dem Namen Topography. Sie enthält alle Studioalben von 1998 bis 2013 (Dizzy Up the Girl, Gutterflower, Let Love In, Something For The Rest Of Us und Magnetic). Am 21. Juni 2019 veröffentlichten sie mit Miracle Pill die erste Single aus dem gleichnamigen zwölften Studioalbum, das am 13. September in den Handel kam. Daraus wurden außerdem noch die Songs Money, Fame & Fortune, Indestructible & Autumn Leaves als Singles ausgekoppelt. Das Album landete in den USA nur auf Platz 92 und ist damit das am schlechtesten platzierte Album der Band seit 1993. Um ihre Solidarität mit den Helfern in der Corona-Krise auszudrücken, erschien am 14. August eine Live-Version ihres Songs Fearless als Single. Am 30. Oktober 2020 kam ihr erstes Weihnachtsalbum unter dem Namen It’s Christmas All Over in den Handel. In den Charts konnte es sich allerdings nicht platzieren.

### Rarities & Studioalbum Nr. 13 (2021 bis heute)
Am 12. März 2021 kündigten die Goo Goo Dolls auf Instagram den Beginn der Aufnahmen für ihr dreizehntes Studioalbum an. Am 25. Juni 2021 erschien mit Rarities ein Kompilationsalbum, das größtenteils aus B-Seiten und unveröffentlichten Livesongs besteht. Daraus wurden im Vorfeld die Songs Don’t Change (Live), Let Love In (Live) und Nothing Can Change You als Singles ausgekoppelt.
Am 12. August 2022 erschien mit Chaos in Bloom das vierzehnte Studioalbum der Goo Goo Dolls. Bereits am 1. Juli erschien daraus die erste Single Yeah, I Like You.

## Diskografie
Studioalben

| Jahr | Titel                        | Höchstplatzierung, Gesamtwochen, AuszeichnungChartplatzierungen (Jahr, Titel, Platzierungen, Wochen, Auszeichnungen, Anmerkungen) | Höchstplatzierung, Gesamtwochen, AuszeichnungChartplatzierungen (Jahr, Titel, Platzierungen, Wochen, Auszeichnungen, Anmerkungen) | Höchstplatzierung, Gesamtwochen, AuszeichnungChartplatzierungen (Jahr, Titel, Platzierungen, Wochen, Auszeichnungen, Anmerkungen) | Höchstplatzierung, Gesamtwochen, AuszeichnungChartplatzierungen (Jahr, Titel, Platzierungen, Wochen, Auszeichnungen, Anmerkungen) | Höchstplatzierung, Gesamtwochen, AuszeichnungChartplatzierungen (Jahr, Titel, Platzierungen, Wochen, Auszeichnungen, Anmerkungen) | Anmerkungen                              |
| Jahr | Titel                        | DE | AT | CH | UK | US | Anmerkungen                              |
| ---- | ---------------------------- | --- | --- | --- | --- | --- | ---------------------------------------- |
| 1987 | Goo Goo Dolls                | — | — | — | — | — | Erstveröffentlichung: 9. Juni 1987       |
| 1989 | Jed                          | — | — | — | — | — | Erstveröffentlichung: 22. Februar 1989   |
| 1990 | Hold Me Up                   | — | — | — | — | — | Erstveröffentlichung: 16. Oktober 1990   |
| 1993 | Superstar Car Wash           | — | — | — | — | — | Erstveröffentlichung: 23. Februar 1993   |
| 1995 | A Boy Named Goo              | — | — | — | — | US27 ×2Doppelplatin · (54 Wo.)US                                                                                                  | Erstveröffentlichung: 14. März 1995      |
| 1998 | Dizzy Up the Girl            | DE30 (5 Wo.)DE | AT20 (6 Wo.)AT | — | UK47 Gold · (3 Wo.)UK | US15 ×5Fünffachplatin · (105 Wo.)US                                                                                               | Erstveröffentlichung: 22. September 1998 |
| 2002 | Gutterflower                 | DE43 (3 Wo.)DE | — | CH89 (1 Wo.)CH | UK56 (2 Wo.)UK | US4 Gold · (25 Wo.)US | Erstveröffentlichung: 9. April 2002      |
| 2006 | Let Love In                  | — | — | — | UK58 Silber · (4 Wo.)UK | US9 Gold · (20 Wo.)US | Erstveröffentlichung: 25. April 2006     |
| 2010 | Something for the Rest of Us | — | — | — | UK36 (1 Wo.)UK | US7 (6 Wo.)US | Erstveröffentlichung: 31. August 2010    |
| 2013 | Magnetic                     | — | — | — | UK57 (1 Wo.)UK | US8 (5 Wo.)US | Erstveröffentlichung: 11. Juni 2013      |
| 2016 | Boxes                        | — | — | — | UK72 (1 Wo.)UK | US27 (1 Wo.)US | Erstveröffentlichung: 6. Mai 2016        |
| 2019 | Miracle Pill                 | — | — | — | — | US92 (1 Wo.)US | Erstveröffentlichung: 13. September 2019 |
| 2022 | Chaos in Bloom               | — | — | — | — | — | Erstveröffentlichung: 12. August 2022    |